# 郡 (ポーランド)

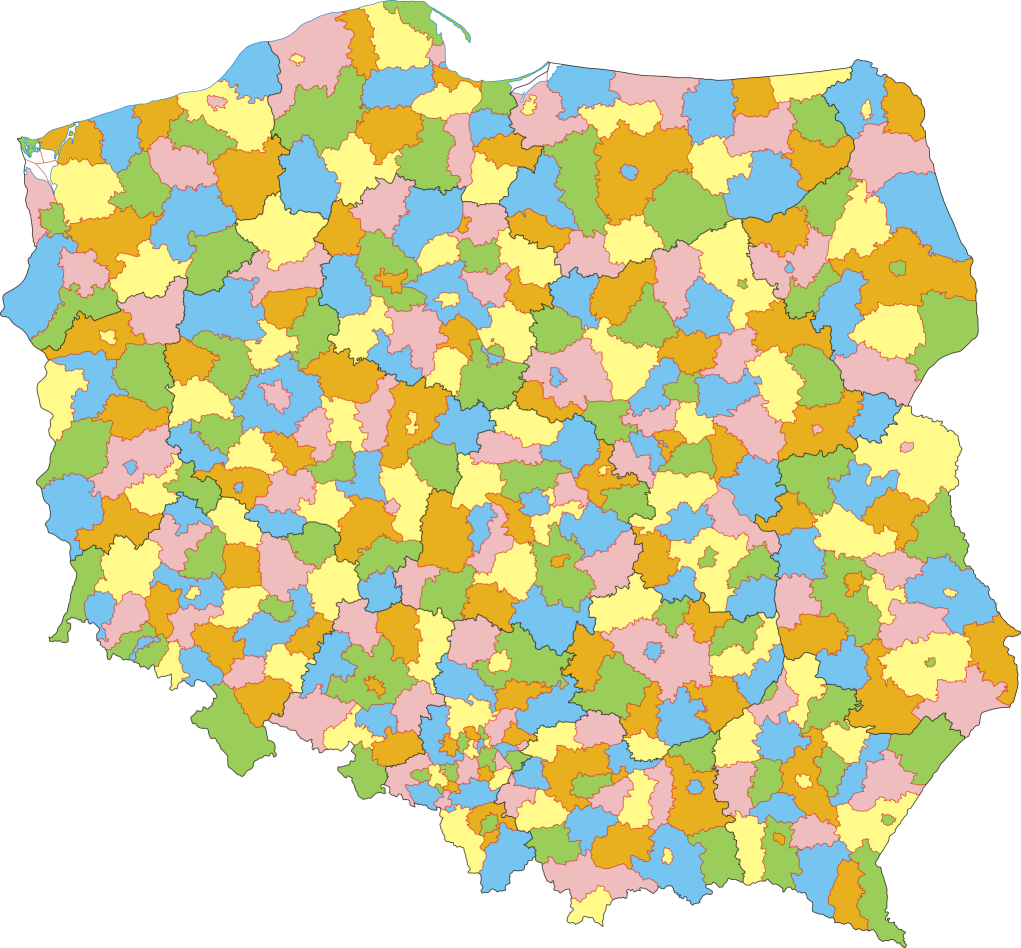
ポーランドの行政区画Powiat

Powiat（ポヴィャト、複数形：powiaty）とは、ポーランドの行政区画である。ポーランドは3層の行政区画を持ち、województwo（県）、powiat（郡）、gmina（市町村、自治体）の順となっている。
314の郡と、66の「郡と同格の都市（miasto na prawach powiatu）」が存在し、全部で380郡存在する。

## 歴史
14世紀終わりごろに、地方裁判所の管轄地域ごとに行政区画を指定した。1795年まで使われた。ポーランド分割後、ロシア帝国の影響下であったポーランド立憲王国ではロシア語の「uyezd」とウクライナ語の「povit」、ドイツの影響下であったポズナン大公国ではドイツ語の「Kreis」が使われた。
1918年に第二層行政区画として復活後、1975年に廃止、1999年1月1日に再導入された。